# Тебриз (улица)
Улица Тебриз (азерб. Təbriz küçəsi) — одна из центральных улиц города Баку. Улица связывает площадь (бывшие названия — площадь Бельвю, Завокзальная площадь) на холме над железнодорожной станцией Баку-пассажирская с посёлком Монтино.

## Название
Улица названа в честь города Тебриз в провинции Восточный Азербайджан, в Иране. В советское время улица называлась в честь участника гражданской войны Василия Чапаева. До Октябрьской революции и до 1924 года именовалась Слободской улицей, потому, что вела от города в сторону молоканских слободок. Слободки были перенесены сюда из центра города в 1872 году.

## Примечательные места
- Гостиница Карабах (бывшее название Турист, находилась по адресу Тебриз 2), построенная во второй половине 20-го века, 2 августа 2001 года указом номер 132 кабинета министров была взята под защиту государства, как памятник архитектуры местного значения[2]. Несмотря на это в последующие годы гостиница была снесена. Указом номер 269 кабинета министров, 23 июля 2015 года, гостиница располагавшаяся в списке под номером 2875 была удалена из него[3].
- Университет Тефеккур.
- Парк Шахрияра — одна из частей бывшего парка имени Дзержинского. В парке имени Дзержинского находился Бакинский зоопарк и детская железная дорога. После строительства дороги, домов и университета АДА парк оказался раздробленным на части, крупнейшие из которых парк Деде Горгуда и парк Шахрияра.
- Тоннель под перекрёстком с улицей Кёроглу Рагимова.
- Алексеевская Слободская церковь — ныне снесённая церковь, построенная неподалёку от слобод молоканских сектантов[4]. В советское время в здании церкви находился детский сад. Здание было снесено во время расширения завода имени Лейтенанта Шмидта[5].
- Бакинский Конгресс центр построен на месте завода имени Саттархана (ранее Лейтенанта Шмидта).
- Станция метрополитена «Нариман Нариманов».
- Парк имени Наримана Нариманова.

## Пересекающие улицы
- ул. Джейхуна Хаджибейли (бывшие названия Фабрициуса, Татьянинская)
- ул. Нуреддина Сулейманова (Завокзальная)
- ул. Сахиба Зейналова (3-я Свердловская, 3-я Каннитапинская)
- ул. Ульви Буньятзаде (Анашкина, 2-я Завокзальная)
- ул. Неймата Гулиева (Газанфара Мусабекова, 3-я Завокзальная)
- ул. Казымзаде (4-я Завокзальная)
- ул. Фирдовси Мамедова (Голубятникова, 5-я Завокзальная)
- ул. Алиага Вахида (6-я Завокзальная)
- ул. Талята Шихалиева (Ванникова, 7-я Завокзальная)
- ул. Ахмедбека Агаоглу (8-я Завокзальная)
- ул. Абдулазала Демирчизаде (Урицкого, 9-я Завокзальная)
- ул. Гюляр Кадырбековой (10-я Завокзальная)
- ул. Кёроглу Рагимова (Алишера Навои, 11-я Завокзальная)
- ул. Гафура Решада (12-я Завокзальная)
- ул. Гасаноглу (13-я Завокзальная)
- ул. Ашуга Молла Джумы (Левандовского, 14-я Завокзальная)
- ул. Мирзабалы Ахмедзаде (Сергея Наметкина, 15-я Завокзальная)
- ул. Ага Нейматулла
- ул. Фаика Юсифова (Вели Хулуфлу, 16-я Завокзальная)
- ул. Алияра Алиева (17-я Завокзальная)